# Gabriella Landi
Gabriella „Gabi“ Landi (* 20. November 2001 in Budapest) ist eine ungarische Handballspielerin.
Gabriella Landi studiert an der Testnevelési Egyetem. Sie spielt auf der rechten Rückraumposition.

## Hallenhandball
Landi tritt für den ungarischen Erstligisten Érd NK an. Seit der Saison 2017/18 gehört sie zum erweiterten Kader. In ihrer ersten Saison wurde sie in der Liga Dritte und unterlag im Pokalfinale. In dem Spiel kam sie jedoch ebenso wie in den Spielen in der dritten Runde des EHF-Pokals gegen Issy Paris Hand, in dem Érd knapp ausschied, nicht zum Einsatz. Ihr internationales Debüt gab Landi in der folgenden Saison gegen Storhamar Håndball Elite aus Norwegen, wobei die Ungarinnen erneut in der dritten Runde des EHF-Pokal ausschieden. In der Meisterschaft wurde Landi mit Érd Vierte, im Final-Four-Turnier um den ungarischen Pokal Dritte. 2018/19 überstand Landi mit Érd die Dritte Runde im EHF-Pokal und qualifizierte sich damit für die Hauptrunde. In der Saison 2019/20 war sie zusätzlich für den ungarischen Zweitligisten Budaörs Handball spielberechtigt.

## Beachhandball
Neben dem Hallenhandball ist Landi auch aktive Beachhandball-Spielerin. Sie gehörte zunächst der Ungarischen U-18-Nationalmannschaft an, mittlerweile der Ungarischen A-Nationalmannschaft und damit einer der stärksten Mannschaften der Welt.

### Juniorinnen

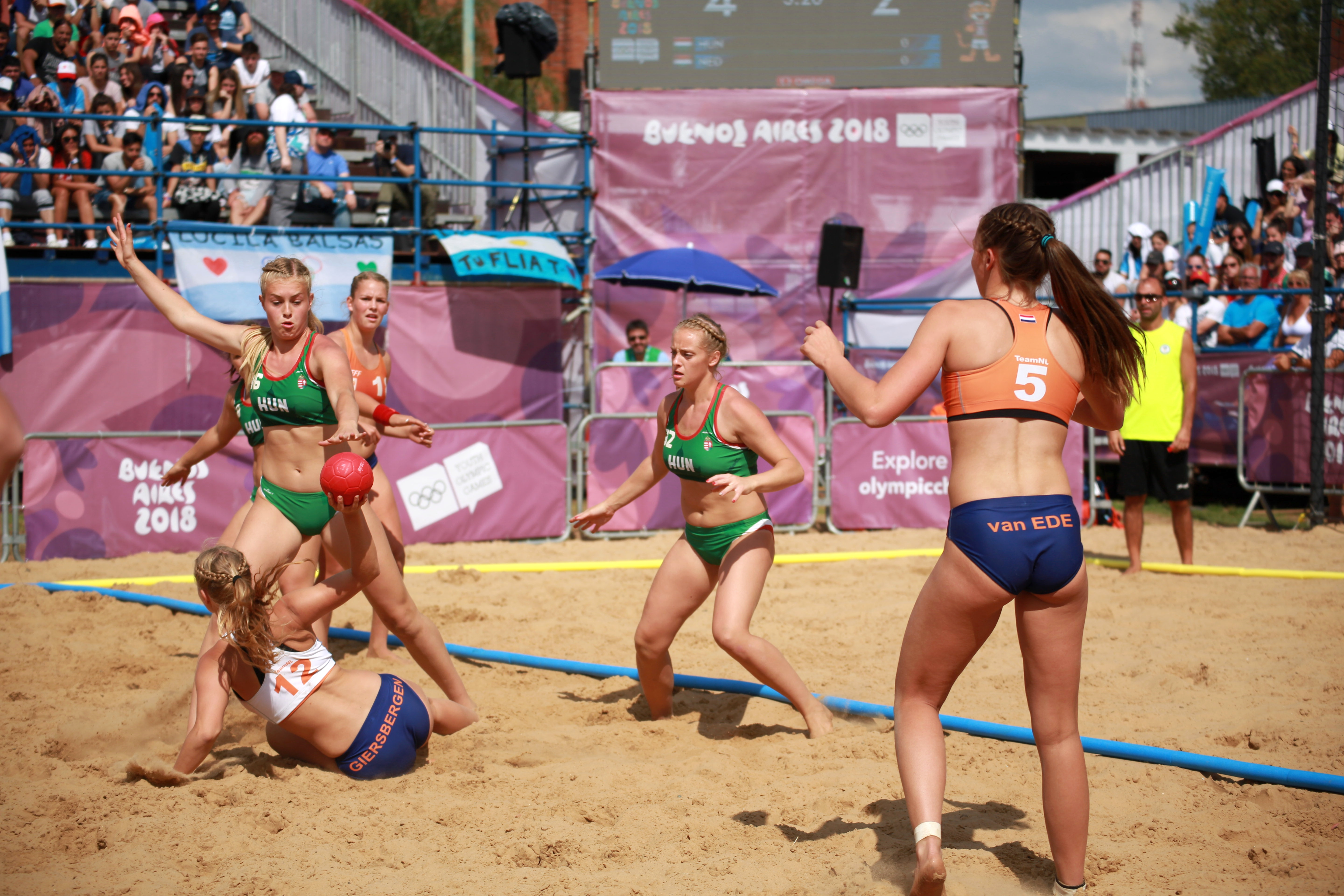
Landi (#46) im Kampf um den Ball mit der Niederländerin Zoë van Giersbergen (#12), beobachtet von Réka Király (#32), und Marit van Ede (#5) im Spiel um die Bronzemedaille bei den Olympischen Jugendspielen 2018

Landi gehörte dem ungarischen Kader für die Olympischen Jugend-Sommerspiele 2018 von Buenos Aires an, wo erstmals in der Olympischen Geschichte Beachhandball olympisch war. Die ungarische Mannschaft bestritt ein sehr gutes Turnier. In der Vorrunde gewann man alle Spiele, in der Hauptrunde musste man sich nur knapp der gastgebenden Mannschaft aus Argentinien geschlagen geben, obwohl man nach Punkten mit 38:31 die weitaus bessere Trefferquote hatte. Somit lag man am Ende der Hauptrunde hinter den Niederlanden auf dem zweiten Platz und musste im Halbfinale erneut gegen Argentinien antreten. Erneut unterlag man den Gastgeberinnen, erneut erst im Shootout, dieses Mal bei 40:39 Toren erneut mit einem Punkt mehr als die Siegerinnen. Im Spiel um den dritten Platz besiegten die Ungarinnen wie in der Hauptrunde das Team aus den Niederlanden und gewannen mit der Bronzemedaille die erste olympische Beachhandball-Medaille für Frauen. Landi konzentrierte sich während des Turniers in erster Linie auf ihre Defensivaufgaben, abgesehen von zwei Punkten im Auftaktmatch erzielte sie im gesamten Turnier keine weiteren Punkte und damit die wenigsten ihres Teams, in dem alle übrigen Spielerinnen, selbst die Torhüterinnen, zweistellig trafen.

### Frauen
Seit dem folgenden Jahr gehört Landi der A-Nationalmannschaft an. Bei den Europameisterschaften 2019 im polnischen Stare Jabłonki gehörte sie wie auch ihre Teamkameradinnen aus Buenos Aires, Gréta Hadfi, Csenge Braun, Rebeka Benzsay sowie ihrer Mitspielerin aus Érd, Réka Király, zur ungarischen Mannschaft. Damit bestand die Hälfte der Mannschaft aus Olympiateilnehmerinnen des Vorjahres, zu der zudem die Torhüterin Ágnes Győri gehörte, die in Argentinien als Co-Trainerin fungierte. Erneut konnte Landi mit der Mannschaft Ungarns sehr erfolgreich das Turnier bestreiten. In der Vorrunde gewann das Team alle vier Spiele ihrer Gruppe B, in der Hauptrunde verlor das Team allerdings alle ihre drei Spiele und qualifizierte sich Ungarn nur knapp für die KO-Runde. Im Viertelfinale konnte Spanien, im Halbfinale die Niederlande, deren Mannschaft ebenfalls zu einem Gutteil aus Spielern der Olympischen Jugendspiele zusammengesetzt war, geschlagen werden. Im Finale traf man auf Dänemark, das bis dahin nur eine Niederlage gegen Spanien hinnehmen musste. Mit 18:12 und 23:22 unterlag man in einer hochdramatischen Schlussphase, bei der in den letzten Sekunden mehrfach die Führung wechselte, den Nordeuropäerinnen. Durch die gute Platzierung erhielt die Mannschaft Ungarns den letzten noch freien Platz für eine europäische Mannschaft zu den World Beach Games 2019 in ar-Rayyan, Katar. Neben Réka Király war Landi nun eine der beiden letzten Spielerinnen der Olympiamannschaft des Vorjahres. Bei beiden Turnieren war sie die jüngste Spielerin ihres Teams. Ungarn konnte seinen Erfolg aus Polen wiederholen und erneut bis in das Finale vordringen, wo man sich erneut Dänemark geschlagen geben musste.

## Erfolge
Olympische Jugendspiele
- 2018: Bronzemedaille

U18-Beachhandball-Europameisterschaft
- 2018: Goldmedaille[6][7]

Europameisterschaften im Beachhandball
- 2019: Silbermedaille

World Beach Games
- 2019: Silbermedaille

## Einzelbelege
1. ↑  European Handball Federation – Gabriella Landi / Player. Abgerufen am 21. November 2019 (englisch).
2. ↑  European Handball Federation – ÉRD HC. Abgerufen am 21. November 2019 (englisch).
3. ↑  European Handball Federation – ÉRD. Abgerufen am 21. November 2019 (englisch).
4. ↑  Női kézi: együttműködési megállapodást kötött az ÉRD és a Budaörs. Abgerufen am 19. April 2020 (ungarisch).
5. ↑  Team Details Page | IHF. Abgerufen am 21. November 2019 (englisch).
6. ↑  eurohandball.com: Hungary and Germany emerge as U18 Beach EURO champions, abgerufen am 13. März 2020
7. ↑  eurohandball.com: 2018 Women's ECh Beach Handball 18, abgerufen am 13. März 2020

| Personendaten    | Personendaten                     |
| ---------------- | --------------------------------- |
| NAME             | Landi, Gabriella                  |
| ALTERNATIVNAMEN  | Landi, Gabi                       |
| KURZBESCHREIBUNG | ungarische Beachhandballspielerin |
| GEBURTSDATUM     | 20. November 2001                 |
| GEBURTSORT       | Budapest                          |